# L'Ami Fritz
Pour les articles homonymes, voir L'Ami Fritz (homonymie) et Fritz.
L'Ami Fritz est un roman d'Erckmann-Chatrian, écrit en 1864, dépeignant la vie d’un héros — ou d’un anti-héros — alsacien-lorrain, hédoniste, dans une petite ville au XIXe siècle. Célibataire et bon vivant, Fritz Kobus a érigé les plaisirs de la table et de l’amitié au rang de véritable art de vivre, et il compte bien ne jamais céder à l'emprisonnement du mariage, même si son meilleur ami le rabbin, tente par tous les moyens de le faire changer d'avis. Rien n'y fait. Mais la vie va s'en charger en lui envoyant Süzel.

## Résumé
Fritz Kobus, bon vivant, héritier de son père juge de paix, décide de vivre sans travailler ni se marier afin de profiter de la vie, du bon vin, de la bonne chère, des amis à la brasserie du Grand-Cerf. Fidèle à sa philosophie pendant 15 ans, malgré les pressions du meilleur ami de son père, le rabbin David (rebbe), qui lui présente régulièrement les plus jolies veuves.
Comme chaque année, au premier jour du printemps, le bohémien Iôsef vient jouer du violon sous sa fenêtre, en remerciement d'un jour de Noël où Fritz le sauva du wachtmann Foux. Il l'invita à diner, ainsi que plusieurs de ses amis.
C'est à la fin de ce repas copieux, préparé avec art par la vieille Katel, et arrosé des meilleurs vins accumulés par le père et les grands-pères de Fritz dans sa cave, que passa la jeune Sûzel, la fille du fermier anabaptiste Christel qui s'occupe de la ferme des Kobus, Meisenthâl…

## Commentaires
L'ami Fritz est une description réjouissante d'une partie de l'Alsace, dans laquelle diverses communautés vivent en bonne harmonie : anabaptistes, protestants, catholiques, juifs, ces derniers cependant les plus pauvres et décrits comme les plus rétifs au « contrat social ». Le personnage de Fritz est la personnification de cette harmonie et ne se préoccupe que de bien vivre, en bonne amitié avec ceux qu'il aime.

## Analyse

### L’ami Fritz, héros alsacien?
(10 novembre 2016).
- Si vous ne connaissez pas le sujet, laissez ce bandeau (vous pouvez alors contacter les auteurs).
- Si vous supprimez le contenu mis en cause (vous pouvez préalablement contacter les auteurs),

argumentez précisément cette suppression dans la page de discussion
(un manque de référence n'est pas un argument ; une recherche réelle de référence doit avoir été effectuée, être formellement documentée).
L'action se passe dans une partie de l'Alsace située entre Landau et la frontière actuelle. Bien que faisant partie de l'Alsace depuis 1680, cette zone a été rattachée au Palatinat en 1815, lequel a été partagé entre la Prusse et la Bavière, malgré l'absence de continuité territoriale, lors du congrès de Vienne. Cela explique la nationalité bavaroise de Fritz et son animosité envers les Prussiens, puisqu'il est favorable à l'unité de l'Allemagne, mais pas sous le joug prussien. Le percepteur Hâan collecte donc les impôts pour le roi de Bavière !
Voici deux citations qui le démontrent : au chapitre VI, pendant la scène où Fritz invite ses amis à déjeuner, l’auteur écrit : « Et quand, à la cinquième ou sixième bouteille, les figures s’animent quand les uns éprouvent tout à coup le besoin de louer le Seigneur, qui nous comble de ses bénédictions, et les autres de célébrer la gloire de la vieille Allemagne, ses jambons, ses pâtés et ses nobles vins (…). »
Dans ce même chapitre, l’Alsace est évoquée, mais uniquement parce que l’ami de Fritz, Frédéric Schoultz s’y trouvait en tant que soldat dans la Landwehr à l’issue de la campagne de France, ce qu'il rappelle après la célébration de "la gloire de la vieille Allemagne". Il faut noter également que dans nul autre passage du livre, il n’est fait mention ni de l’Alsace, ni des Alsaciens. En revanche, au chapitre XVI, on assiste au dialogue suivant, qui dissipe toute ambiguïté :
« Hé ! fit Kobus en riant, c’est à cause des Prussiens.

— Comment ! à cause des Prussiens ?

— Sans doute (…) des gens glorieux, mis à la dernière mode, et qui nous regardent de haut en bas, nous autres Bavarois »
Quant à un ancien soldat de l'Empire, on l'appelle "der Frantzose", ce qui serait incongru en France, et Fritz lui donne un groschen, qui n'est certes pas une monnaie française (chapitre VII, p. 90, Editions de l'Aube, 2017), pas plus que le goulden (chapitre VI, p. 83).
S'il est fait allusion à la Lauter, rivière frontalière (chapitre V, p. 61), elle doit donc être vue du côté nord. Cela n'empêche pas des références à des lieux bien alsaciens et français (Klingenthal, chapitre VI, p. 81). Le roman ne vise donc pas à opposer France et Allemagne, mais se déroule plutôt dans un monde où la frontière est toute relative, et en cela Fritz est un personnage ouvert à la diversité, comme on dirait aujourd'hui (pensons à son amitié avec le rabbin David Sichel et à sa compréhension pour le "bohémien" Iôsef, à qui il donne un thaler, monnaie encore une fois allemande (chapitre 2, p. 20).
Toutefois, les lieux décrits dans le roman ressemblent à la ville de Phalsbourg (à l’extrême est de la Lorraine) et ses alentours, lieu de naissance des auteurs. On pourrait dès lors conclure que l'histoire de l'ami Fritz se serait passée sur deux scènes à la fois, l'une en Lorraine et l'autre au Palatinat. Un arrière-plan alsacien est moins probable. En outre, la référence  aux deux fermes de Danne et de Quatre-Vents situe clairement la partie agreste du roman entre Phalsbourg  et Saverne.
Les choses se compliquent encore avec l'opéra de Mascagni "L'amico Fritz" créé en 1891. L'action en est clairement située en Alsace, le livret ne laisse aucun doute : "L'azione ha luogo in Alsazia, 1890" (soit bien après la publication du roman et l'annexion de l'Alsace à l'Allemagne). Il semblerait donc que l'ambiguïté, dont nous discutons ici, n'existait pas à cette époque.

## Postérité du personnage

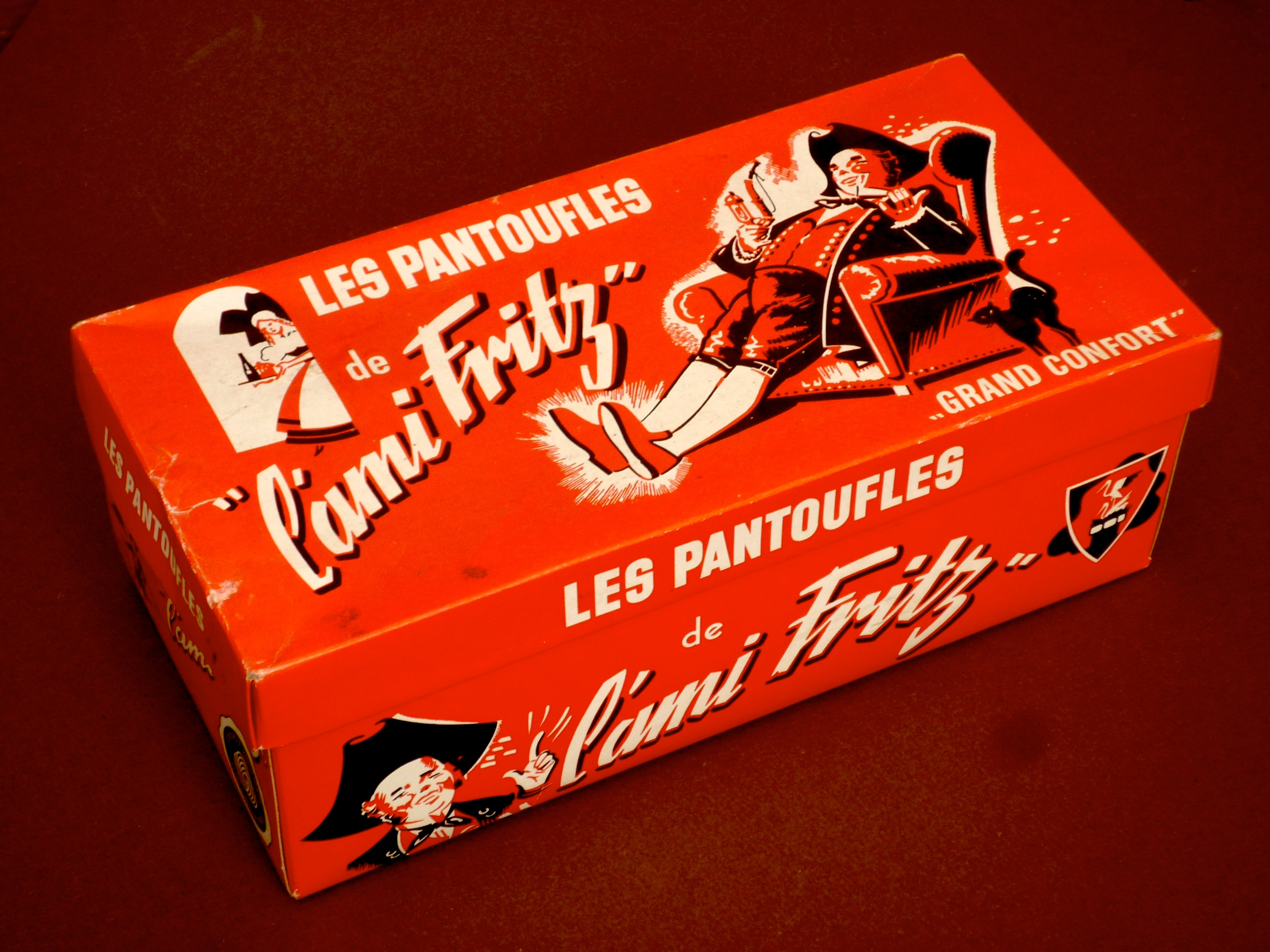
Les Pantoufles de l’Ami Fritz, produites par les Établissements Amos à Wasselonne.

Les Établissements Amos à Wasselonne, en Alsace, ont produit jusqu’en 1987 des pantoufles sous la marque Les Pantoufles de l’Ami Fritz.
La Brasserie Licorne de Saverne produit la Fritz Bräu, la bière de l'Ami Fritz.

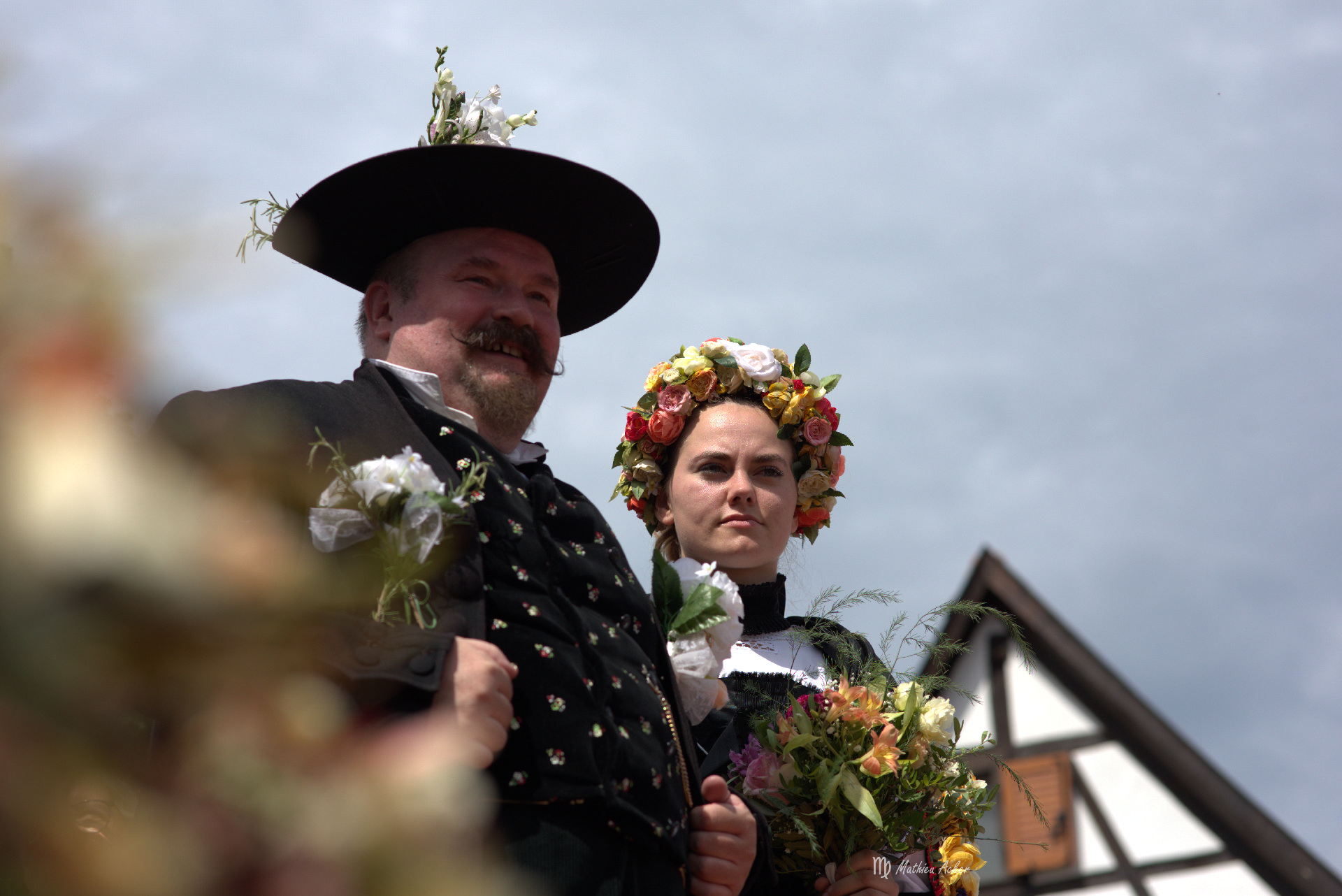
Mariage de l'Ami Fritz à Marlenheim, place principale, 2023.

Chaque année, la ville de Marlenheim organise les cérémonies du Mariage de l'Ami Fritz en son centre ville. Cet évènement, suivi par plusieurs milliers de personnes, donne lieu à la présentation de Fritz et de Süzel en place publique pour leur union, un cortège de plusieurs dizaines de figurants en costumes du XIXe siècle donnant vie à ce récit.

## Adaptations
Cinéma
- 1920 : L'Ami Fritz, film réalisé par René Hervil.
- 1933 : L'Ami Fritz, film réalisé par Jacques de Baroncelli.

Télévision
- 1967 : L'Ami Fritz, scénario de Georges Conchon et Georges Folgoas ; diffusion : 1re chaîne de l'ORTF, 24/12/1967.
- 2001 : L'Ami Fritz, téléfilm réalisé par Jean-Louis Lorenzi.

Opéra
- L'Amico Fritz, composé par Pietro Mascagni, créé en 1891 et régulièrement donné jusqu'à nos jours.

Théâtre
- 1876 : L'Ami Fritz, comédie en 3 actes d’Émile Erckmann et Alexandre Chatrian ; avec Suzanne Reichenberg dans le rôle de Suzel, Frédéric Febvre dans celui de Fritz. Représentation : 04/12, Paris, Comédie-Française, directeur de salle de spectacle : Émile Perrin)[2]
- 1922 : L'Ami Fritz, comédie en 3 actes, texte d'Erckmann-Chatrian ; avec Madeleine Renaud (Suzel), André Brunot (Fritz), Édouard de Max (David Siechel). Représentation : 07/10 à Paris, Comédie-Française, directeur de salle de spectacle : Émile Perrin.

## Éditions
(liste non exhaustive)
- 1864 : L'Ami Fritz, de Erckmann-Chatrian[3]. Hachette, In-18, 341 p[4]
- 1904 : L'Ami Fritz, Paris : Hachette, 350 p.
- 1920 : L'Ami Fritz, éd. P. Lafitte, collection : Idéal-bibliothèque no 69, illustrations de Némecek, 112 p.
- 1932 : L'Ami Fritz, par Erckmann-Chatrian. Éditions Nelson, collection Nelson no 346, Paris, 282 p.
- 1954 : L'Ami Fritz, illustrations de Jacques Pecnard, éd. Hachette, collection Idéal-Bibliothèque, 192 p.
- 1962 : L'Ami Fritz avec d'autres œuvres, illustrations de Théophile Schuler et Léon Benet, éd Jean-Jacques Pauvert, tome 5 de la collection Contes et romans nationaux et populaires en 14 volumes.
- 1970 : L'Ami Fritz, éd. J. Tallandier, collection : Le Trésor des lettres françaises, 288 p.
- 1981 : L'Ami Fritz, éd. Casterman, Collection : L'Ami de poche no 12,  (ISBN 2-203-13612-X), 254 p.
- 2012 : L'Ami Fritz ; Madame Thérèse ; Histoire d'un conscrit de 1813, de Erckmann-Chatrian - Préface de Gilles Lapouge, Paris : Éd. France loisirs, 1 vol. : jaquette ill. en coul. ; 21 cm, 736 p.  (ISBN 978-2-298-05581-8) (rel.)

## Source
- Erckmann-Chatrian, L'ami Fritz, Boulevard Saint-Germain, n°77, Paris, Librairie de L. Hachette et Cie, 1864 (lire en ligne), disponible sur Gallica